# افسر پلیس (فیلم ۱۹۹۰)
افسر پلیس (به هندی: Thanedaar) فیلمی محصول سال ۱۹۹۰ و به کارگردانی راج ان. سیپی است. در این فیلم بازیگرانی همچون جیتندرا، سانجی دات، جایا پرادا، مادهوری دیکشیت، کیران کومار، ساتیش شاه، شارات ساکسنا، دالیپ تاهیل ایفای نقش کرده‌اند.